# Alexandre Goutsan
Alexandre Vladimirovitch Goutsan (Александр Владимирович Гуцан); né le 6 juillet 1960 à Siverski (oblast de Léningrad), est un juriste et homme d'État russe.

## Carrière
Il a été procureur général de Russie du 13 avril 2007 au 7 novembre 2018. Il est actuellement le représentant plénipotentiaire du président de la fédération de Russie pour le district fédéral du Nord-Ouest, depuis le 7 novembre 2018. Il est également membre non permanent du Conseil de sécurité de Russie, depuis le 19 novembre 2018.

## Sanctions
En réponse à l'invasion de l'Ukraine par la Russie en 2022, le Bureau de contrôle des actifs étrangers du département du Trésor américain inscrit le 6 avril 2022 Alexandre Goutsan à la liste des personnalités russes sanctionnées (interdiction de territoire et gel des avoirs éventuels).